# キム・ドヒョン (声優)
キム・ドヒョン（朝: 김도현、1950年10月15日 - ）は、大韓民国の男性声優、ナレーター。
1971年に東洋放送（TBC）に入社。1980年の五・一七非常戒厳令拡大措置により政権を掌握した全斗煥政権による言論統廃合によってTBCが韓国放送公社（KBS）に吸収された結果、キャリア上はKBS11期として扱われている。現在、韓国放送声優劇会に所属。2006年の韓国放送大賞では放送人賞を受賞。現在はKBSの専属契約を離れ、フリーランスとして活動。

## 出演作品
※太字は主役・ヒロイン・メインキャラクター。

### アニメ

#### 日本作品の吹き替え
- 『横山光輝 三国志』 - 劉備玄徳

### 映画の吹き替え
- 『スター・ウォーズ』(KBS) - ルーク・スカイウォーカー
- 『ジョーズ』(KBS)
- 『ターミネーター』
- 『チャンプ』 - ビリー（チャンプ）
- ピアース・ブロスナンの吹き替え

## テレビドラマ
- 大祚榮 - ナレーター

## ドキュメント番組
- KBSスペシャル - ナレーター